# 2345好压
2345好压（HaoZip，原称好压，又名2345压缩）是一款免费的数据压缩软件。

## 介紹
具有文件压缩、分卷压缩、加密、自解压、图片转换、媒体文件合并以及个性化皮肤等功能。好压可以对ZIP、7z和Tar文件完整支持，并且能解压缩ACE、AR、UUE、JAR、XPI、BZ2、BZIP2、TBZ2、TBZ、GZ、GZIP、TGZ、TPZ、LZMA、Z、TAZ、LZH、LZA、WIM、SWM、CPIO、CAB、ISO、ARJ、XAR、RPM、DEB、DMG和HFS等格式。但由于版权问题，好压并不完全支持对同类软件WinRAR下的RAR格式文件。2012年1月18日更新的v2.6新增对TAR.GZ、TAR.BZ2、TAR.XZ和WIM等格式的压缩支持。2012年3月，2345启动品牌升级，“好压”正式更名为“2345好压”。2345好压是2345旗下产品，与2345网址导航同属于上海瑞创网络科技股份有限公司。

## 诱导安装
2345软件有诱导用户安装的嫌疑。通常为在桌面右下角弹出提醒，如果点击相关建议则会被安装2345旗下的一系列软件，包括2345加速浏览器、2345王牌输入法、2345安全卫士、2345软件管家。